# Pensionat Oskar
Pensionat Oskar je dánsko-švédský hraný film z roku 1995, který režírovala Susanne Bierová. Film popisuje středostavovskou rodinu v krizi. Snímek byl v ČR byl uveden v roce 2003 na filmovém festivalu Febiofest.

## Děj
Rune pracuje jako filmový producent. S rodinou žije v domku na předměstí, ale má pocit, že se mu v životě moc nedaří. Nestal se hercem, jak snil, v povýšení ho přeskočil mladší kolega, s manželkou Gunnel si už také moc nerozumí. Doufá, že letní dovolená s dětmi a manželkou přinese do jejich rodinného života opět harmonii. Ubytují se v penzionu na břehu moře a hned zkraje dovolené se seznámí s Petrusem, který zde pracuje jako údržbář. Rune je k Petrusovi fyzicky přitahován a nedokáže si své pocity vysvětlit. Když dojde k během pobytu k jejich intimnímu sblížení, Rune se rozhodne předčasně ukončit dovolenou a odjet, aniž by rodině sdělil pravé důvody. Teprve s odstupem času manželce oznámí, že od ní odchází, neboť se zamiloval do muže.

## Obsazení
| Loa Falkman        | Rune Runeberg   |
| Stina Ekbladová    | Gunnel Runeberg |
| Simon Norrthon     | Petrus          |
| Philip Zandén      | správce hotelu  |
| Sif Ruud           | Evelyn          |
| Ghita Nørby        | Hjördis         |
| Anna-Lena Hemström | Mona            |
| Claire Wikholm     | Britt Dagerman  |
| Per Eggers         | Bertil Dagerman |
| Jakob Eklund       | Harry           |
| Bengt Blomgren     | Runebergův šéf  |